# Belgische nationaliteit

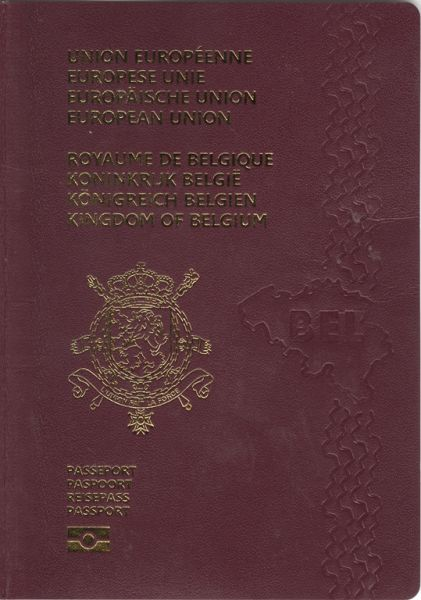
Belgisch paspoort

De wetgeving omtrent de Belgische nationaliteit is oorspronkelijk gebaseerd op het jus sanguinis-principe (zoals in het grootste deel van de wereld) maar kreeg in de loop der tijd ook mogelijkheden volgens het jus soli-principe. Iedereen met de Belgische nationaliteit is ook een Europees burger.

## Geschiedenis
Vóór 1967 verkreeg men de Belgische nationaliteit wanneer men het legitiem kind van een Belgische vader was, of indien de vader niet gekend was wanneer men het legitiem kind van de moeder was. Wanneer de vader echter het kind erkende, verloor het kind de nationaliteit.
Een bekend voorbeeld van iemand die in deze periode de nationaliteit niet verkreeg is Johnny Hallyday.
Op 1 januari 1967 ging een wijziging van kracht. De nationaliteit werd gegeven aan:
- Kinderen geboren in België en van een Belgische ouder
- Legitieme kinderen geboren in het buitenland en van een Belgische vader
- Kinderen geboren in het buitenland en van een Belgische moeder die zelf in België was geboren

In 1984-1985 werd het Wetboek van de Belgische nationaliteit ingevoerd. Dit heeft sindsdien lichte aanpassingen ondergaan, maar vormt nog steeds de basis van de huidige wetgeving.
Sinds 2008 laat de Belgische wetgeving ook de dubbele nationaliteit toe. Belgen kunnen dus een andere nationaliteit verkrijgen zonder de Belgische te verliezen.

## Huidige wetgeving
Het Wetboek van de Belgische nationaliteit bevat vier grote delen: de toekenning van de nationaliteit, de verkrijging van de nationaliteit, het verlies ervan en de herkrijging ervan.

### Toekenning[1]
Er zijn vier mogelijkheden voor de toekenning van de Belgische nationaliteit:
1. op grond van de nationaliteit van de vader of van de moeder
2. op grond van adoptie
3. op grond van de geboorte in België onder voorwaarden
4. als gezamenlijk gevolg van een akte van verkrijging
5. Ter voorkoming van staatloosheid

### Verkrijging
Er zijn vijf mogelijkheden tot verkrijging van de Belgische nationaliteit:
- door nationaliteitsverklaring
- door nationaliteitskeuze
- door de vreemde echtgenoot van een Belg
- wegens het bezit van de staat van Belg
- door naturalisatie

### Verlies
Iemand ouder dan 18 jaar kan een verklaring afleggen afstand te willen doen van de Belgische nationaliteit.
Sinds 2008 is de dubbele nationaliteit toegestaan en verliest men de Belgische nationaliteit niet meer wanneer men een andere verkrijgt.

### Herkrijging
Iemand ouder dan 18 jaar kan een verklaring afleggen de Belgische nationaliteit te willen herkrijgen. Dit kan niet als deze is verloren door een vervallenverklaring.